# کیکیلیمانا
کیکیلیمانا (به لاتین: Kikilimana) یک کوه در سری‌لانکا است که در ناحیه نووارا الییا واقع شده‌است.